# Боярщина (Прилуцький район)
Боярщина (до 2016 року — Пролета́рське) — село в Україні, у Прилуцькому районі Чернігівської області. Населення становить 66 осіб. Входить до складу Парафіївської селищної громади.

## Географія
Село Боярщина знаходиться на відстані 3 км від села Світанок, та за 3 км від села Лисогори.
По селу протікає струмок з загатою.
На мапі 1869 року позначене як хутір Западня. 1912 року - Боярщина, 47 мешканців.